# 김윤식 (조선귀족)
김윤식(金允植, 1835년 음력 10월 3일 (양력 10월 29일) ~ 1922년 1월 21일)은 문장가로 이름이 높던 조선 말기와 대한제국의 문신, 문인, 학자이다. 자는 순경(洵卿), 호는 운양(雲養), 본관은 청풍(淸風)이며 경기도 광주군에서 출생했다. 유신환, 박규수, 유대치, 강위의 문인이다.
구한말 개화파 정치인의 한 사람이며 1919년 일본 정부에 조선의 독립을 탄원하는 탄원서를 올리기도 했다. 중추원 간부를 지냈고 한때 조선귀족 신분이었으나 이용직과 함께 3·1 운동에 동조하여 작위가 박탈되었다.

## 생애
김윤식은 1835년 음력 10월 3일, 경기도 광주부 한강변 두호(斗湖)에서 김익태와 전주 이씨 사이에서 태어났다. 아버지 김익태는 증이조판서이자 좌찬성 직을 지냈으며, 김육의 8세손으로 김윤식은 김육의 9세손으로 태어났다. 그러나 9세때 부모가 모두 사망하여 양근군의 귀여내에 살던 숙부 청풍부원군 김익정에게 의탁했다. 숙모는 박지원의 손녀였다.
1850년 16세 무렵 유신환과 박규수의 문하에 들어가 남정철, 한장석, 민태호, 민규호 등과 수학했다. 박규수로부터 개화 사상을 배웠다.
1865년 5월 20일 31세의 나이에 진사시에서 3등으로 생원이 되고, 12월에 건릉참봉을 제수한다. 1868년 3월 14일에는 고종 건릉에 제사를 지내러 왔을 때 능사(陵司)를 지내 6품으에 오른다. 1872년 10월에는 와서별제가, 11월에는 사헌부 감찰이 되었다가 이듬해 5월 경모궁 영(令)이 된다.
1874년 5월 40세의 나이로 1874년 증광시(增廣試) 병과(丙科)에서 급제한다. 당시 시관(試官)은 박규수로, 황현은 박규수가 그의 필적을 알아보고 발탁하였다고 기록한다. 김윤식은 6월 홍문관 부수찬에 오르고, 9월에는 문신겸선전관으로 올린다. 12월에는 정오품 병조정랑을 제수한다. 이듬해 11월에는 중학교수로, 12월에는 홍문관 부교리를 제수한다. 이후 황해도암행어사·문학·시강원 겸 사서·부응교·부교리·승지 등의 직책을 맡는다. 1880년에는 순천부 부사직으로 오른다.
1881년, 46세의 나이로 영선사에 임명된다. 처음 영선사로 임명된 조용호가 병사한 탓에 급히 그 자리를 메운 것이다. 조선 정부는 당시 근대식 병기의 제조 및 사용법을 배우기 위하여 개화운동인 양무운동이 진행되던 청나라 톈진에 유학생을 파견하였는데, 이들을 인솔하는 사신으로 김윤식을 임명한 것이다.
김윤식에게는 유학생 인솔 뿐 아니라, 미국과 관계를 맺기 위한 목적으로 청나라와 교섭하는 역할도 주어졌다. 김윤식은 유학생들을 톈진으로 보내고 본인은 11월 17일에 북경 보정부에 도착한다. 11월 28일 어윤중과 함께 이홍장을 만나 미국과의 관계를 위한 연미사(聯美事)에 대해 논의하였으며, 귀국 전까지 총 7차례의 회담을 갖는다. 그 결과 이듬해 5월 조선과 미국간 교섭이 이루어져 조미 수호 통상 조약이 체결된다.
1882년 6월 임오군란이 일어나자 톈진에 머무르고 있던 김윤수와 어윤중은 청에 군대 파견을 요청하고, 향도관이 되어 오장경과 마경충이 이끄는 군대를 데리고 귀국해 임오군란을 진압한다. 이 때 흥선대원군이 청나라로 끌려간다.
임오군란이 종료된 후 청나라의 유학생들을 철수시키고 돌아와 이조참판, 강화부유수, 공조판서, 병조판서 겸 외무아문독판 등을 겸직한다. 강화부유수로 있을 때 위안스카이의 도움으로 약 500여명 규모의 신식 병영인 진무영을 설치한다.
1896년에는 서재필 등과 독립협회, 만민공동회에 참여하고 독립신문의 필진으로 참여하였다. 김홍집 내각에서 갑오개혁에 관여하였으나, 1895년 을미사변과 1896년 아관파천이 일어남과 동시에 김홍집 일파 역시 실패하면서 이들의 뒤를 봐주었다는 이유로 위정척사 계열의 공세에 시달리고, 제주목으로 종신 유배된다. 1898년 12월 최익현은 유길준과 서재필, 김윤식의 무리를 사형에 처할 것을 상주하기도 했다.
1901년에 신축민란으로 제주목의 정세가 혼란해짐에 따라 지도(智島)로 이배된다. 그러다가 1907년, 70세 이상 노인에 대한 석방 조치 및 일진회의 요청에 따라 서울로 돌아온다.
1908년 대한제국 중추원 의장을 역임했고 한일 병합 조약 체결 당시 불가불가(不可不可)라는 표현으로 반대를 표명했고 1910년 10월 1일부터 1912년 8월 9일까지 조선총독부 중추원 부의장을 역임했고 1916년 박제순에 이어 경학원 대제학을 지냈다. 1910년 10월 16일 일본 정부로부터 자작 작위를 받았으나 1919년 3·1 운동에 참여한 혐의로 박탈당하였다. 당시 이용직과 함께 독립 청원서인 대일본장서(對日本長書)를 작성해 보냈다가 1919년 7월 17일에 모든 작위를 박탈당하고 2개월간 투옥되었고 징역 2년형을 선고받았으나 85세의 고령임을 이유로 집행유예 석방되었다. 1920년 11월 2일에 병환이 생겨 1921년 1월 21일 봉익동 자택에서 사망하였다.

## 사후 평가
김윤식 사망 후에 사회장 문제를 둘러싸고 민족운동 진영이 분열되는 결과를 낳기도 했다. 결코 그가 의도했던 바는 아니라는 견해가 있다. 조선총독부 중추원 간부를 지냈고 한때 조선귀족 신분이었으나 이용직과 함께 3·1 운동에 동조하여 작위가 박탈되었기 때문에 각종 친일파 목록에서는 제외되었다.

### 초상

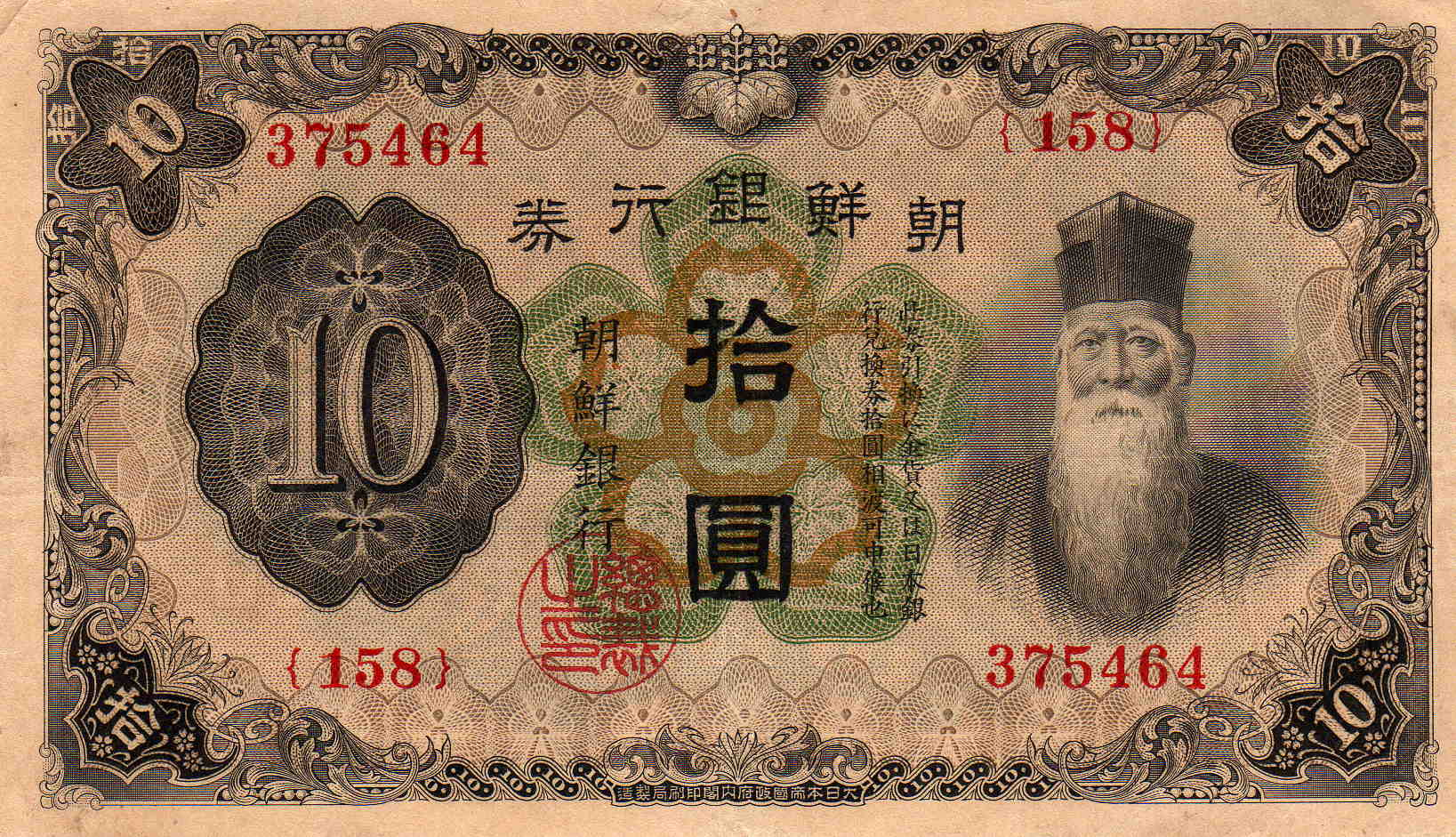
조선은행에서 발행한 원화. 김윤식의 초상으로 추정하는 견해가 있다.

1915년 이후에 조선은행에서 발행한 조선 엔 지폐에 새겨진 수노인이 김윤식이라는 가설이 있다. 그러나 1919년 3·1 운동을 지지하여 자작의 직위가 박탈된 후에도 이 노인의 초상이 계속 화폐에 새겨졌다는 점, 일본에서 생존중인 인물을 지폐의 인물로 선정한 적이 없다는 점이 지적된다. 고대 일본의 무장이자 대신인 타케우치노 스쿠네라는 설도 있다. 이 화폐는 일제강점기가 종료된 후에도 계속 발행되었다.

## 가족 관계
- 9세조: 김육

- 증조부 : 김기건(金基建)
  - 할아버지 : 김용선(金用善)
    - 아버지 : 김익태(金益泰)
    - 어머니 : 전주 이씨, 이인성(李寅成)의 딸
      - 부인 : 정경부인 파평윤씨, 윤로(尹栳)의 딸, 윤봉오(尹鳳五)의 후손

    - 숙부(양아버지) : 김익정(金益鼎)
    - 숙모(양어머니) : 박지원의 손녀

## 저서
- 《운양집(雲養集)》
- 《천진담초(天津談草)》
- 《속음청사(續陰晴史)》
- 《음청사(陰晴史)》
- 《병합사(倂合史)》

## 참고 자료
- 반민족문제연구소 (1993년 2월 1일). 〈김윤식 : 죽어서도 민족운동의 분열에 ‘기여’한 노회한 정객 (배항섭)〉. 《친일파 99인 1》. 서울: 돌베개. ISBN 978-89-7199-011-7.
- 《글로벌 세계대백과사전》,  〈개화정책과 그 반향〉
- 고종실록
- 순종실록
- 승정원일기
- 일성록